# سون ايون جي
سون ايون جي (ولد في 28 مايو 1994) لاعبة جمباز إيقاعي فردي من كوريا الجنوبية، وعضوة سابقة في فريق الجمباز الوطني الكوري الجنوبي، هي بطلة الألعاب الآسيوية 2014 في الجمباز الإيقاعي الشامل، وحاصلة على الميدالية البرونزية في الألعاب الآسيوية 2010 في الجمباز الإيقاعي الشامل، وبطلة بطولة آسيا في الجمباز الإيقاعي الشامل ثلاث مرات (2016، 2015، 2013). وهي أول لاعبة جمباز إيقاعي فردية كورية جنوبية وحيدة تفوز بميدالية في بطولة العالم، وسلسلة كأس العالم للاتحاد الدولي للجمباز، ودورة الألعاب الجامعية، والألعاب الآسيوية. كما حصلت على ميدالية المواهب الكورية في عام 2011.

## روابط خارجية
- سون ايون جي على موقع الاتحاد الدولي للجمباز (licence) (الإنجليزية)
- سون ايون جي على موقع الاتحاد الدولي للجمباز (biography) (الإنجليزية)
- سون ايون جي على موقع اللجنة الأولمبية الدولية (الإنجليزية)
- سون ايون جي على موقع أوليمبيديا (الإنجليزية)